# Richtlinie 2003/89/EG (Allergenkennzeichnungsrichtlinie)
Die Allergenkennzeichnungsrichtlinie (Richtlinie 2003/89/EG) war eine Richtlinie der Europäischen Union zur Regelung der Kennzeichnung von Lebensmitteln, die Stoffe enthalten, die Allergien und Lebensmittelunverträglichkeiten auslösen. Sie ergänzte die Richtlinie 2000/13/EG (Etikettierung und Aufmachung von Lebensmitteln) um entsprechende Regelungen sowie einen Anhang mit der Liste der davon betroffenen Stoffe. Später wurde sie noch durch Richtlinie 2006/142/EG ergänzt, welche die Stoffliste um Lupinen und Weichtiere ergänzte.
Im Zuge der Reform des europäischen Lebensmittelkennzeichnungsrechtes wurden die Deklarationsvorschriften für Stoffe, die Allergien und Unverträglichkeiten auslösen, in die neue Lebensmittel-Informationsverordnung (LMIV) übernommen, jedoch in etwas anderer Form. Unter anderem schreibt die LMIV eine besondere graphische Hervorhebung der Stoffe im Zutatenverzeichnis vor. Die Richtlinie 2000/13/EG wurde mit Wirksamwerden der LMIV am 13. Dezember 2014 aufgehoben.

## Deklarationspflichtige Allergene
1. Glutenhaltiges Getreide (d. h. Weizen, Roggen, Gerste, Hafer, Dinkel, Kamut oder Hybridstämme davon) sowie daraus hergestellte Erzeugnisse
2. Krebstiere und Krebstiererzeugnisse
3. Eier und Eierzeugnisse
4. Fisch und Fischerzeugnisse
5. Erdnüsse und Erdnusserzeugnisse
6. Soja und Sojaerzeugnisse
7. Milch und Milcherzeugnisse (einschließlich Laktose)
8. Schalenfrüchte, d. h. Mandel (Amygdalus communis L.), Gemeine Hasel (Corylus avellana), Walnuss (Juglans regia), Kaschunuss (Anacardium occidentale), Pecannuss (Carya illinoiesis (Wangenh.) K. Koch), Paranuss (Bertholletia excelsa), Pistazie (Pistacia vera), Macadamianuss und Queenslandnuss (Macadamia ternifolia) sowie daraus hergestellte Erzeugnisse
9. Sellerie und Sellerieerzeugnisse
10. Senf und Senferzeugnisse
11. Sesamsamen und Sesamsamenerzeugnisse
12. Schwefeldioxid und Sulfite in einer Konzentration von mehr als 10 mg·kg−1 oder 10 mg·l−1, als SO2 angegeben.

Änderung des Anhangs III a der Richtlinie 2000/13/EG, Hinzunahme von zwei weiteren potentiellen Allergenen (RL 2006/142/EG vom 22. Dezember 2006):
1. Lupine (auch Wolfsbohne) und Lupineerzeugnisse
2. Weichtiere (Mollusken) und Weichtiererzeugnisse, wie z. B. Schnecken, Muscheln oder Austern

Ausnahmeregelung zu kennzeichnungspflichtigen Stoffen (RL 2005/26/EG): Folgende Zutaten in den genannten Gruppen müssen vorerst (bis zum 25. November 2007) nicht gekennzeichnet werden, da über Studien kein allergenes Potential nachgewiesen werden konnte:
- aus glutenhaltigem Getreide und daraus hergestellte Erzeugnisse:
  - Glukosesirup auf Weizenbasis, einschließlich Dextrose
  - Maltodextrine auf Weizenbasis
  - Glukosesirup auf Gerstenbasis
  - Getreide, das als Ausgangsstoff für Destillate verwendet wird

- aus Eiern und daraus hergestellte Erzeugnisse:
  - Lysozym aus Ei, das in Wein verwendet wird
  - Albumin aus Ei, das als Klärhilfsmittel in Wein verwendet wird

- aus Fischen und daraus hergestellte Erzeugnisse:
  - Fischgelatine, die als Träger für Vitamine und Aromen verwendet wird
  - Fischgelatine oder Hausenblase, die als Klärhilfsmittel in Wein verwendet wird

- aus Sojabohnen und daraus hergestellte Erzeugnisse:
  - vollständig raffiniertes Sojabohnenöl und -fett
  - Phytosterine/Phytosterinester, die aus Sojaöl gewonnen werden
  - Phytostanolester, aus Pflanzenölsterinen der Sojabohne gewonnen
  - natürlich gemischte Tocopherole (E306), natürliche D-alpha-Tocopherol, -acetat, -succinat aus Sojabohnenquellen

- aus Milch (einschl. Laktose) und daraus hergestellte Erzeugnisse:
  - Molke, die als Ausgangsstoff für Destillate verwendet wird
  - Laktit
  - Milch-Casein-Erzeugnisse, die als Klärmittel in Wein verwendet werden

- aus Schalenfrüchten und daraus hergestellte Erzeugnisse:
  - Schalenfrüchte, die als Ausgangsstoff für Destillate verwendet werden
  - Mandeln und Walnüsse, die als Aroma für Spirituosen verwendet werden

- aus Sellerie und daraus hergestellte Erzeugnisse:
  - Sellerieblatt- und Selleriesamenöl
  - Sellerieoleoresin

- aus Senf und daraus hergestellte Erzeugnisse:
  - Senföl
  - Senfsamenöl
  - Senfsamenoleoresin